# Pinus fenzeliana
Pinus fenzeliana (сосна хайнаньська) — вид сосни роду сосна родини соснових.

## Опис
Хвоїнки зібрані в пучку по п'ять 5–13 см у довжину. Шишки 6–11 см завдовжки з товстим, колосальних масштабів насіння; насіння великі, 8–15 мм завдовжки, з рудиментарними 3 мм крильцями, схожі на відповідні китайські білі сосни (Pinus armandii).

## Поширення
Країни зростання:
Китай (провінція Гуандун, Гуансі, Гуйчжоу, Хайнань, Хунань), В'єтнам.